# Tomiko Itooka
Tomiko Itooka (japonés: 糸岡 富子, romanizado: Itooka Tomiko; Osaka, (23 de mayo de 1908-Ashiya, 29 de diciembre de 2024), fue una supercentenaria japonesa que se convirtió en la persona viva más anciana verificada del mundo desde la muerte de Maria Branyas Morera de España el 19 de agosto de 2024. Itooka se convirtió en la persona viva más anciana de Japón  después de que Fusa Tatsumi falleciera el 12 de diciembre de 2023.Falleció con 116 años y 220 días.

## Vida personal
Después de la muerte de su esposo en 1979, Itooka vivió sola hasta 1989. Durante estos diez años, subió con frecuencia el monte Nijō, alcanzó la cima del monte Ontake en dos ocasiones (usando zapatillas en lugar de botas de senderismo) y también participó en la peregrinación de los 33 Kannon de Osaka, que era una peregrinación a más de 33 templos. A la edad de 100 años en 2008, Itooka ascendió cada escalón del santuario de Ashiya sin ninguna ayuda.

## Salud y longevidad
En 1989, Itooka se mudó a vivir con sus dos hijas. En 2019, a los 110 años, se trasladó a una residencia de ancianos en Ashiya, Hyōgo. Itooka, en ese momento, aún podía moverse de manera independiente a los 116 años, aunque principalmente utiliza una silla de ruedas. Cuando Guinness la designó oficialmente como la persona viva más anciana del mundo, Itooka simplemente comentó "gracias".
En el ranking de personas más longevas de la historia ocupa el puesto 21.

### Últimos años y fallecimiento
Itooka todavía podía moverse de forma independiente a los 116 años, pero utilizaba principalmente una silla de ruedas. Fue reconocida como la persona viva más longeva por el Libro Guinness de los Récords en septiembre de 2024 tras la muerte de María Branyas. Falleció el 29 de diciembre de 2024, a la edad de 116 años y 220 días, en un asilo de ancianos en Ashiya. Los informes atribuyeron su muerte a complicaciones relacionadas con la vejez. Tras su muerte, Inah Canabarro Lucas, de 116 años, de Brasil, se convirtió en la persona viva más longeva del mundo y la última superviviente nacida en 1908.